# Près de ma rivière
Près de ma rivière ("Perto do meu rio") foi a canção belga no Festival Eurovisão da Canção 1964 que teve lugar em Copenhaga em 21 de março de 1964.
A referida canção foi interpretada em francês por Robert Cogoi. Foi a décima-quinta e penúltima canção a ser interpretada na noite do festival, a seguir à canção helvética "I miei pensieri", cantada por Anita Traversi e antes da canção espanhola "Caracola", interpretada pela banda Los TNT. A canção belga terminou em décimo lugar, tendo recebido um total de 2 pontos. No ano seguinte, em 1965, a Bélgica fez-se representar com Lize Marke que interpretou em neerlandês o tema  "Als het weer lente is".

## Autores
- Letrista: Robert Cogoi
- Compositor: Robert Cogoi
- Orquestrador: Henri Segers

## Letra
A canção é uma balada, com Cogoi descrevendo um momento român tico com a sua amante perto de um rio. Ele canta que "Ali lá nada partiu, nada mas os meus olhos nos teus".

## Outras versões
Cogoi também gravou esta canção em inglês, alemão e italiano. Posteriormente (1978 e 1980) fez novas versões da canção em francês).
- "My river of memories" (em inglês)
- "Weit, da wo der Strom beginnt" (em alemão)
- "Sulla mia riviera (Italiano)
  - nova versão (1978) (Francês)
- nova versão (1980) (Francês)
- novo medley (Francês)